# Всеобщее чувство стыда
«Всеобщее чувство стыда» (итал. Il Comune Senso Del Pudore) — итальянская эротическая кинокомедия, посвящённая темам морали, сексуальной революции и «свободной» любви в современном европейском обществе.

## Сюжет
Действие фильма состоит из четырёх коротких историй, объединённых общим местом действия — Рим и небольшой городок поблизости — и некоторыми персонажами.
История первая. Почтенный семьянин Джачинто Колонна (Альберто Сорди) решает сводить свою законную жену Эрминию (Россана Ди Лоренцо) в кино, по случаю «серебряного» юбилея их совместной жизни. К тому же, в кино они не были уже четыре года. Оставив длинный свадебный стол во дворе своего дома на попечение падре, хорошего и добродетельного друга семьи, взявшего на себя обязанности тамады, и распрощавшись с многочисленными родственниками, друзьями и соседями в самом разгаре торжества, семейная пара направляется к ближайшему кинотеатру. Однако афиша во всю стену ставит их в тупик: на ней изображён какой-то безумец с ножом разделывающий обнажённых женщин с явным намерением устроить ужин каннибала. К счастью, сеанс только что закончился и Джачинто решает поинтересоваться мнением об увиденном у группы курсантов, покидающих кинозал. Так и есть: некий маркиз-мясник заманивает к себе в замок молодых женщин, а потом ночью их поедает. Джачинто храбрится перед женой и готов отправиться на просмотр этого «забавного» фильма, но Эрминия отговаривает его, и они идут в другой кинотеатр.
Судя по рекламному плакату, там показывают романтическую историю любви монашки и раненого капитана, за которым она ухаживала в лазарете. Эрминия обожает подобные сентиментальные истории, и «молодожёны» решительно идут в партер. Там сидят какие-то пьяные горлопаны, непонятно зачем пришедшие на этот сеанс. В одной из сцен монашка опускается на колени перед капитаном («чтобы помолиться», уверена Эрминия), и… начинает делать ему минет. Чета Колонна в замешательстве, а на экране тем временем разворачивается бурная постельная сцена. Впрочем, остальные зрители только её и ждали: обернувшись, Джачинто, увидел, что в зале собрались извращенцы всех мастей — педофилы, педерасты, онанисты и просто пьяный сброд, тут же под воздействием «фильма» организовавший в темноте небольшую импровизированную оргию. Джачи и Эрминия уходят с сеанса.
Муж и жена Колонна, не отчаявшись найти подходящий фильм, едут на автобусе на другой конец города. По дороге им попадается множество афиш, и на каждой обнажённые тела. Рассудительный Джачинто объясняет жене, что, наверное, такие картины нужны, раз люди ходят на них. Эрминия отвечает, что вовсе не обязательно делать то же, что остальные, и они имеют право посмотреть фильм по своему вкусу, хотя бы «Унесённые ветром». Но этот фильм давно не демонстрируют, зато героям удаётся найти кинозал, в котором идёт лента «Внучка»: про маленькую девочку, её дедушку и их весёлого пуделя Бобби. Эрминия «всегда любила такие простые истории», а реклама этого фильма почему-то напомнила ей сказку о Красной Шапочке. Раз так, Джачинто решил попытать счастья здесь. Увы, на этом сеансе Эрминия не продержалась и двух минут, так как когда они входили в зал, добрый дедушка уже навострился съесть внучку, совсем как в «Красной Шапочке». Эрминия с грохотом упала в обморок, а Джачинто закатил скандал и потребовал вернуть ему деньги. Деньги ему вернули, тем более, что его красочный рассказ о тех двух минутах, что он провёл на «Внучке», а также вид полуживой Эрминии, послужили отличной рекламой фильму, и почтенные сеньоры из фойе валом повалили на «добрую сказочку».
Джачинто, воодушевлённый «моральной победой» над администрацией кинотеатра, «как настоящий сеньор» берёт такси и они с Эрминией едут в центр Рима. Вдоль дорог снова сплошные ряды фривольных рекламных плакатов, из которых они даже узнали новое слово — своппинг. Но и в центре Вечного города им так и не удалось найти ничего пристойного. Наконец, уже затемно «киноманы» обратили внимание на афишу фильма «Езда верхом», и хотя на плакате была изображена обнажённая женщина на горячем скакуне, они решили рискнуть в последний раз, искать что-то ещё сил уже не осталось. Восторженные возгласы зрителей в фойе обнадёживали, в зале на этот раз собралась экзальтированная публика, цвет общества, и некультурными провинциалами теперь выглядели супруги Коллона. И этот фильм почти полностью состоит из откровенных сцен, но супруги так устали, что решили просто посидеть в мягких креслах, поесть мороженого, а на экран в особенно «трудные» моменты не смотреть. Поначалу всё шло неплохо и Эрминия даже сделала ряд новых для себя открытий в искусстве любви (вроде эротического нижнего белья или использование хлыста в постели), но сцена соития прекрасной наездницы с жеребцом перечеркнула все положительные моменты пребывания четы Колонна на этом фильме. Эрминия просто сбежала из зала.
По дороге домой Джачинто овладела тяга к философии: возможно, говорит он Эрминии, это мы чего-то не понимаем, живём как тёмные люди и даже не в силах разнообразить свою супружескую жизнь. Перед сном Эрминия предлагает мужу высечь его хлыстом в чёрных чулках. Джачинто вежливо отказывается.
История вторая. В издательстве журнала «Свобода» серьёзные проблемы, за прошедшие полгода арестован уже третий директор. Впрочем, эта должность в издательстве номинальная, дела ведёт издатель, эмансипированная дама Лоредана Даволи (Флоринда Болкан) с помощницей, секретарём немкой Урсуллой Керр (Жизела Хан). В издательство приходит молодой литератор, профессор Оттавио Карамесса (Коки Понцони), с робкой надеждой опубликовать свои произведения. Секретарь объясняет, что философские эссе и трогательные рассказы их не интересуют. Разве если только в них есть «что-нибудь эдакое», чувственное и сексуальное. Оттавио заверяет, что во всех его рассказах чувствуется сексуальность. Секретарь забирает рукописи и просит автора подождать. Ожидая своей участи, застенчивый Оттавио становится свидетелем эротической фотосессии для глянцевого журнала.
Доктор Даволи в восторге от рассказов Оттавио и обещает ошарашенному писателю блестящее будущее. Правда, для этого нужно внести небольшие изменения, избавиться от эвфемизмов и старомодных куртуазных оборотов в любовных сценах. Польщёный Оттавио охотно соглашается доработать рукопись. Лоредана везёт Оттавио на съёмную квартиру и присылает ему молоденькую машинистку (Сильвия Донисио), чтобы подающий надежды автор имел возможность спокойно работать и расслабляться. У профессора голова идёт кругом от обрушившегося на него нового мира и открывшихся возможностей. Поначалу он стесняется диктовать переделанный вариант окончания рассказа машинистке, но вскоре убеждается, что даже в новой редакции нет ничего такого, с чем очаровательная Орхидея не сталкивалась бы не только в литературе, но и в жизни.
Утро принесло Оттавио две новости: плохую и хорошую. Плохая: Орхидея не испытывает к нему никаких чувств, бурная ночь была лишь частью её работы. Но Лоредана предлагает ему должность исполнительного директора «Свободы» — «взрослого» журнала тиражом более миллиона экземпляров, ориентированного на провинциальных буржуа, предоставляет ему личный Ролс-Ройс и назначает ему огромный оклад, требуя взамен лишь одного, говорить ей «ты». Делать ничего не нужно, только ставить подписи на документах и макетах, редакция сама выпускает журнал. «Задача нашего журнала — научить мужей вести себя с жёнами, как с любовницами. И наоборот. Мы должны смести барьеры ложной морали».
Развязка стала неожиданной только для нового «директора» — как и три предыдущих, он был арестован по обвинению в распространении порнографии, и снова ордер на арест редактора и изъятие тиража «Свободы» был выдан неподкупным судьёй Тициано Балларином из Сан-Джусана, явно имеющим большой «зуб» на редакцию.
История третья. Действие переносится в городок Сан-Джусан, главные действующие лица — судья Тициано Балларин (Пино Колицци) и его жена Армида (Клаудиа Кардинале). Судья диктует секретарю очередное обращение прокурору с требованием секвестра журнала «Свободы». Но этого мало, арест очередного подставного редактора ничего не решает, журнал распродается в городе быстрее, чем его успевают изъять из киосков. Кажется выход найден: судья, мэр, директор школы и некоторые другие видные и высокоморальные горожане составляют петицию, под которой нужно собрать пять тысяч подписей. А для этого нужно подать жителям пример. И вот влиятельные мужи и их жёны ставят свои подписи на петиции. Беда приходит, откуда не ждали — Армида, жена судьи, отказывается подписывать документ, она не хочет выступать против того, о чём не имеет представления. Остальные собравшиеся тоже признаются, что никогда не читали порнографических журналов, но это не мешает им выступать против развращения сограждан.
Армида просит мужа показать ей эти журналы, а знакомые за их спиной тем временем судачат о том, что судья давно не спит со своей женой и, «наверное, стал импотентом» пока боролся с порнографией. Тициано отказывается «поставлять порно» своей жене, и Армида решает отправиться в соседний город, где её никто не знает, чтобы прояснить для себя содержимое запрещённых изданий. Переборов смущение, она скупает весь прилавок в одном из киосков, и тут, к своему ужасу, видит всех членов собрания «моралистов», приехавших в городок за тем же самым, но, в отличие от неё, далеко не в первый раз.
Пока Армида, отринув стыд и предубеждение, изучает ворох купленных журналов, её муж проматривает фильм «Роман послушницы» (тот самый, с которого начали своё турне по кинотеатрам Рима супруги Колонна). Разумеется, не просто так, а с целью экспертизы. И, конечно, после просмотра распоряжается закрыть кинотеатр, а фильм снять с проката. Уходя, судья обещает вернуться назавтра, проверить фильм «Езда верхом». По дороге домой судья видит священника, который, проклиная демонов, сжигает порножурналы, истратив на них всю свою пенсию, чтобы оградить от греха жителей города. Дома его встречает Армида в соблазнительном наряде, она рассказывает, что видела эти журналы, сожгла их и подписала петицию. Супругов ждёт ночь любви, первая за два года.
История четвёртая. Киноделец Джузеппе Костанцо (Филипп Нуаре), автор нашумевших фильмов «Внучка» и «Роман послушницы» снимает очередной шедевр со звездой Голливуда, обладательницей премии «Оскар» немкой Ингрид Страйсберг (Дагмар Лассандер) в главной роли. Фильм ещё не завершён, а студия уже выбилась из сметы. Судья Балларин закрыл прокат «Послушницы», режиссёр не звонит, а дочь Джузеппе, Констанца позволяет себе носить полупрозрачную блузку, чем приводит отца в бешенство. Джузеппе весь на нервах. Наконец, звонит режиссёр. Дело близится к завершению, идёт съёмка заключительной сцены в лесу, в которой актёр должен овладеть героиней Страйсберг. Но тут случается что-то необъяснимое — Ингрид с воплями выбегает в чём мать родила из павильона, бежит через соседнюю площадку, где русские снимают какой-то исторический фильм. Съёмочная группа так растерялась, что никто даже не попытался её остановить. Заплаканная Страйсберг вбегает в гримёрку и говорит горничной, что достаточно натерпелась унижений за время съёмок, не позволит, чтобы её «имели сзади» при всех, грозится вызвать полицию.
Костанцо лично приезжает на площадку и устраивает всем разнос. Попытки режиссёра объяснить, что актриса, подписывая контракт, не понимала, что сцену придётся играть по-настоящему, без использования монтажа и дублёров, и что фильм ничего не теряет в художественном плане и без этой сцены, стоили ему пары затрещин от нанимателя. Тут же звонит американский партнёр Костанцо, заокеанская публика ждёт фильм именно ради этой сцены, она на всех афишах, на рекламу уже затрачено огромная сумма в долларах. Костанцо говорит, что всё отлично, сцена снята. Вешает трубку и бросается в уборную Ингрид, но её уже и след простыл.
История с бегством примы выплыла наружу, воротилы кинобизнеса и банкиры из Европы, Азии, Америки и даже Африки (африканская молодёжь жаждет «увидеть задницу белой капиталистки, мы не можем разбрасывать народные деньги») съезжаются в Италию, на студию Костанцо, чтобы лично разобраться с виновником провала — все кредиты были выданы только под эту треклятую сцену. Бонзы обещают засадить Костанцо в тюрьму, если фильм не будет завершён. Ситуация безвыходная, Костанцо готов пустить себе пулю в лоб.
В отчаянии Костанцо бросается в отель, Ингрид ещё там, но билеты на самолёт для неё уже заказаны, и её агент не пускает к ней продюсера. Однако за круглую сумму он соглашается помочь. Тут же в отеле её муж (которому всё равно, чем занимается жена, так как «он химик») и мать актрисы, занимающая её сторону. Ингрид предлагает сыграть эту сцену лицом, изобразив оргазм. Костанцо говорит, что это давно не проходит, современной публике нельзя «отводить глаза». Звезда скандалит, и говорит, что не позволяет такого даже своему мужу. Наконец, она соглашается, если Костанцо даст ей слово, что эта сцена нужна исключительно для повышения художественности фильма, и после того как посоветуется с «феминисткой, писателем, критиком, психологом и священником-иезуитом».
Все эти господа в самом скором времени собрались в номере сеньориты Страйсберг, а голодные до новостей репортёры осадили отель. Ингрид говорит, что всю жизнь мечтала работать в Италии, даже когда получала Оскар из рук самого Кэри Гранта. Искусство и имена итальянских неореалистов для неё священны. И если сейчас авторитетная комиссия подтвердит ей, что эту жертву требует искусство, она согласится подвергнуться публичному насилию. Если же нет, она откажется, и продюсер, вероятно, застрелится из уже приготовленного пистолета.
Прошло уже три часа, а шесть экспертов так и не пришли к какому-то заключению, ответственность слишком высока. Костанцо в церкви молится Святой Деве. Вдруг в церковь вбегает его ассистент — Страйсберг согласна, эксперты убедили её, что её «высокохудожественно трахнут». Сцену снимают, на премьере «Леди Чаттерлей' 76» триумф. В кинозале мы встречаем героев всех четырёх историй.

## В ролях
- Альберто Сорди — Джачинто Колонна
- Россана Ди Лоренцо — Эрминия Колонна
- Флоринда Болкан — Лоредана Даволи
- Коки Понцони — Оттавио Карамесса
- Жизела Хан — Урсулла Керр
- Сильвия Дионисио — Орхидея
- Клаудиа Кардинале — Армида Балларин
- Пино Колицци — Тициано Балларин
- Филипп Нуаре — Джузеппе Костанцо
- Дагмар Лассандер — Ингрид Страйсберг